# Naxidia roseni
Naxidia roseni là một loài bướm đêm trong họ Geometridae.